# Cyclostremiscus emeryi
Cyclostremiscus emeryi är en snäckart. Cyclostremiscus emeryi ingår i släktet Cyclostremiscus och familjen Vitrinellidae. Inga underarter finns listade i Catalogue of Life.